# Hoplostelis bilineolata
Hoplostelis bilineolata là một loài Hymenoptera trong họ Megachilidae. Loài này được Spinola mô tả khoa học năm 1841.